# Rast (Irán)
Rast (perzsául: رشت, gilaki: Resht) város Irán északnyugati részén, Gilán tartomány székhelye. Lakosainak száma 640 000 fő volt 2010-ben.
Rast a Dél-Kaszpi 30–70 km szélességű parti síkságon fekszik, ahol a legnagyobb város. Ipari, kereskedelmi és kulturális központ.
A lakosság legnagyobb része gilaki nyelven beszél és a síita iszlám követője.

## Éghajlata
Irán nagy részétől eltérően a Kaszpi-tenger közelsége és a mögötte levő Alborz-hegység miatt különösen sok esős felhő gyülekezik a környéken. Az évi átlagos csapadékmennyiség 1 360 mm, de mennyisége sokat változhat évről évre. A nyár párás meleg, a tél enyhe.
Rasht híres negyedei közül néhány: Gulsar (Golsar), Safsar, Khamiran és Kurdmahale (Kordmahaleh).

## Fordítás
- Ez a szócikk részben vagy egészben  a   Rasht című angol Wikipédia-szócikk fordításán alapul.  Az eredeti cikk szerkesztőit annak laptörténete sorolja fel. Ez a jelzés csupán a megfogalmazás eredetét és a szerzői jogokat jelzi, nem szolgál a cikkben szereplő információk forrásmegjelöléseként.
- Ez a szócikk részben vagy egészben  a   Rascht című német Wikipédia-szócikk fordításán alapul.  Az eredeti cikk szerkesztőit annak laptörténete sorolja fel. Ez a jelzés csupán a megfogalmazás eredetét és a szerzői jogokat jelzi, nem szolgál a cikkben szereplő információk forrásmegjelöléseként.